# Rolls-Royce Eagle (1944)
El Rolls Royce Eagle fue un motor aeronáutico en disposición H de 24 cilindros con válvulas de camisa y 46.000 cc de desplazamiento. Fue diseñado y construido a fines de los 40 por Rolls Royce Limited y se puso en marcha por primera vez en 1944. Era enfriado por líquido, en configuración H con dos cigüeñales, entregando 3.200 hp (2.387 kW) con 1,26 bares de presión de admisión.
El Eagle nunca entró en producción para cazas de primera línea, ya que se vio desplazado por la nueva ola de turbinas, como la Rolls Royce Derwent y turbohélices como el Dart y el Armstrong Siddeley Python. Se fabricaron 15 Eagles, siendo usados en los prototipos del caza/torpedero Westland Wyvern.

## Motores en exhibición
- Un Eagle 22 sin cubierta puede verse instalado en un Westland Wyvern TF1, VR137, en el Fleet Air Arm Museum en Yeovilton. Este avión de preproducción nunca voló.

## Especificacions (Eagle 22)
Datos de: Lumsden
- Tipo: Motor de pistones enfriado por líquido de 24 cilindros en H.
- Diámetro: 137 mm
- Carrera: 130 mm
- Cilindrada: 46.160 cc
- Largo: 3442 mm
- Ancho: 1102 mm
- Alto: 1270 mm
- Peso: 1769 kg
- Válvulas: Válvulas de camisa
- Compresor: supercargador de dos etapas y dos velocidades, presión máxima 1,26 bares.
- Combustible: gasolina de 100 octanos.
- Potencia: 3.200 cv (2.387 kW) a 3.500 rpm y una presión de admisión de 1,26 bares.
- Potencia/cilindrada: 69,3 hp (51,7 kW) por litro.
- Potencia/peso: 1,8 cv por kg.
- Compresión: 7:1

## Motores similares
- Napier Sabre